# Výkonné nařízení č. 11 110

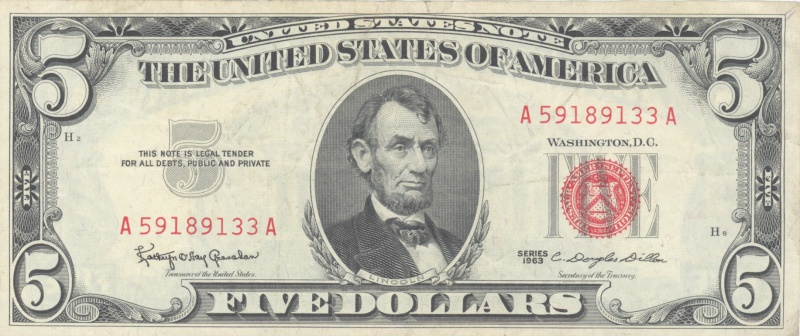
Bankovka Spojených států (United States Note) nominální hodnoty pět dolarů, 1963

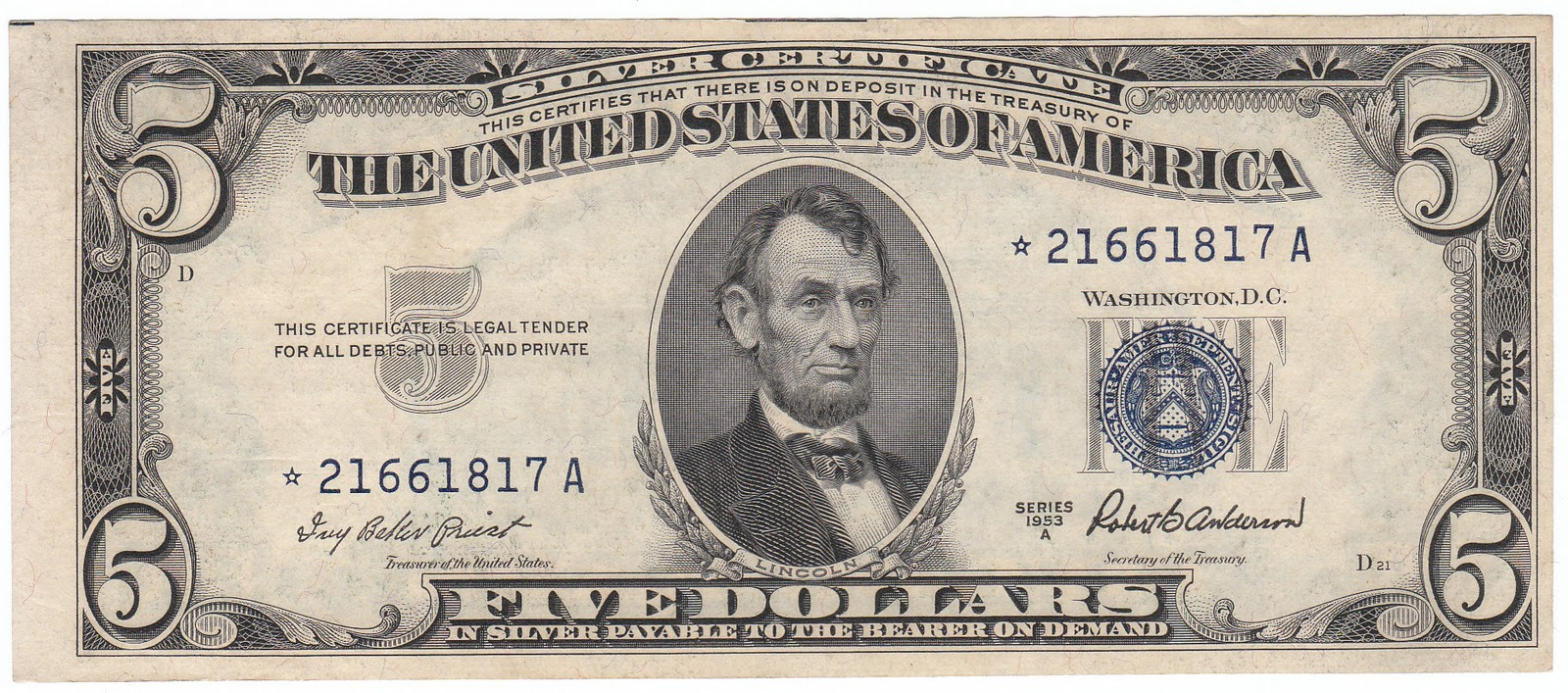
Stříbrný certifikát Spojených států nominální hodnoty pět dolarů, série z roku 1953

Výkonné nařízení č. 11 110 (anglicky Executive Order 11110) bylo vydáno 4. června 1963 prezidentem Spojených států Johnem F. Kennedym.
Nařízení podle Thomasova dodatku zákona o obnově zemědělství (Agricultural Adjustment Act – AAA) delegovalo pravomoc vydávat stříbrné certifikáty (tištěné bankovky) na Ministerstvo financí Spojených států, a to úpravou zákona o zlatých rezervách (Gold Reserve Act). Výnos umožňoval ministru financí vydávat stříbrné certifikáty, kdykoli bylo třeba, a to v průběhu přechodného období Kennedyho plánu na zrušení těchto stříbrných certifikátů.

## Pozadí
Dne 28. listopadu 1961 zastavil prezident Kennedy prodej stříbra ze strany Ministerstva financí. Zvýšená poptávka po tomto kovu využívaném v průmyslu vedla k nárůstu jeho tržní ceny a americká vláda mimo to stanovila jeho pevnou cenu. V průběhu roku 1961 tato situace vyústila ve snížení nadbytečných vládních rezerv stříbra o více než 80 %. Prezident Kennedy se také obrátil na Kongres, aby byly stříbrné certifikáty postupně stahovány ve prospěch bankovek emitovaných Federálním rezervním systémem (centrální bankou).
Prezident svou výzvu k aktivnímu postupu Kongresu několikrát zopakoval, například ve zprávě o hospodaření z roku 1963.

## Kongresový akt č. 88–36
Sněmovna reprezentantů vyslyšela prezidentovu žádost počátkem roku 1963 a 10. dubna téhož roku přijala návrh zákona č. 5389 poměrem 251 hlasů pro a 122 proti. Senátem návrh prošel 23. května 1963 poměrem 68 hlasů pro a 10 proti.
Prezident Kennedy zákon podepsal 4. června 1963 společně se signací prezidentského nařízení č. 11 110 umožňujícího Ministerstvu financí vydávat stříbrné certifikáty během přechodného období. Zákon, jenž se stal Kongresovým aktem č. 88–36, rušil Shermanův Zákon o výkupu stříbra (Silver Purchase Act) z roku 1934 a s ním související zákony, rušil daň z obchodu se stříbrem a opravňoval centrální banku k vydávání jednodolarových a dvoudolarových bankovek. Do té doby platný Zákon o výkupu stříbra ministru financí umožňoval a také od něj vyžadoval výkup stříbra a uvádění stříbrných certifikátů do oběhu. Jeho zrušením tak prezident musel na ministra financí delegovat svou pravomoc podle Zákona o obnově zemědělství.
Nařízení prezidenta Kennedyho č. 11 110 upravovalo již existující výnos č. 10 289 vydaný prezidentem Harry S. Trumanem roku 1951.

## Revokace
Výnos č. 11 110 nebyl prezidentem Lyndonem B. Johnsonem zrušen a sekce doplňující Trumanovo nařízení č. 10 289 zůstala v platnosti až do 9. září 1987, kdy v rámci obecných úprav tohoto institutu vydal prezident Ronald Reagan nařízení č. 12 608. Jím revokoval sekci včleněnou výnosem č. 11 110, čímž došlo ke zrušení účinnosti celého Kennedyho nařízení.
V březnu 1964 zastavil ministr financí C. Douglas Dillon náhradu stříbrných certifikátů za kovové stříbrné dolary a v následujících čtyřech letech byly stříbrné certifikáty směnitelné, a to do data 24. června 1968.

## Konspirační teorie
Obsah prezidentského nařízení č. 11 110 je v rámci konspiračních teorií uváděn jako jedna z možných příčin atentátu na Johna Fitzgeralda Kennedyho. V roce 1989 napsal Jim Marrs knihu nazvanou Crossfire: The Plot that Killed Kennedy (Křížová palba: Komplot, který zabil Kennedyho), v níž spekuluje o možné spoluúčasti centrální banky Federálního rezervního systému na prezidentově vraždě. Jako důvod autor uvedl snahu FEDu udržet svou moc nad americkou měnovou politikou. V roce 2000 publikoval profesor ekonomie Edward Flaherty esej Debunking the Federal Reserve Conspiracy Theories (Odhalení konspiračních teorií o Federálním rezervním systému), v němž naopak takové spojení považuje za chybné.